# 妹背山 (和歌山県)
妹背山（いもせやま）は、和歌山県伊都郡かつらぎ町にある2つの丘の総称である。
紀の川中流部沿岸にある2つの丘の総称で、南岸の丘を妹山（124m）、北岸の丘を背山（兄山、168m）と言う。川に沿って旧南海道（現国道24号線）が通り、古くから旅人に親しまれ、大化2年（646年）に背山が畿内の南限と定められた。また、通説では歌枕としての「妹背山」がこの妹背山を指すものだと見なされる。
背の山に 直に向へる 妹の山 事許せやも 打橋渡す—万葉集（作者不詳、巻七の一一九三）
妹に恋ひ 我が越え行けば 背の山の 妹に恋ひずて あるがともしさ—万葉集（作者不詳、巻七の一二〇八）
人ならば 母の最愛子そ あさもよし 紀の川の辺の 妹と背の山—万葉集（作者不詳、巻七の一二〇九）